# Карло Буонапарте
Карло Марія Буонапарте або Шарль-Марі Бонапарт або Карлу Маріа Буонапарте (корс. Carlu Maria Bonaparte, італ. Carlo Maria Buonaparte, фр. Charles Marie Bonaparte; 29 березня 1746, Аяччо (Корсика) — 24 лютого 1785, Монпельє) — корсиканський юрист і дипломат італійського походження, більш відомий як батько Наполеона Бонапарта.
Був недовго особистим помічником революційного лідера Паскаля Паолі, брав участь в корсиканському опорі проти французів під час окупації Корсики. З завоюванням острова і поразкою опору, він врешті-решт піднявся, щоб стати представником Корсики при дворі Людовика XVI. Незабаром після його смерті його другий син, Наполеон, став імператором Франції; згодом кілька інших дітей Буонапарте отримали королівські титули від свого брата і одружилися з королівською родиною.

## Біографія
Карло Буонапарте народився 29 березня 1746 року в Аяччо, Корсика, за часів Генуезької республіки, як молодший з трьох дітей. Його батько, Нобіле Джузеппе Буонапарте, представляв Аяччо в Раді Корте в 1749 році. Корсиканські Буонапарти походять із дрібного італійського дворянства тосканського походження, які прибули на Корсику з Лігурії в XVI столітті. Карло спочатку пішов по стопах свого батька і навчався на юриста в Пізанському університеті, але після отримання значної спадщини від свого батька, покинув навчання, перш ніж отримати освітній ступінь, щоб займатися своєю спадщиною і взяти на себе сімейні обов'язки.
Незабаром після цього він одружився з Марією Летицією Рамоліно. Обидвоє походили з корсиканського дворянства, і дуже молоді на час шлюбу (Карло було сімнадцять, а Летиції тринадцять), але це було типово для суспільства в той час. Їх шлюб був організований їхніми сім'ями, що також характерно для їхнього середовища; економічна доцільність була лише одним з декількох чинників, які враховувалися, при цьому основні міркування полягали в культурній сумісності в таких питаннях, як мовний діалект, церковні звички, звички до їжі, одяг та інші сімейні традиції. Нова дружина Буонапарте принесла з собою придане в 31 акр землі, включаючи млин і пекарню, яка приносила річний дохід приблизно в 10000 фунтів стерлінгів.

## Французьке захоплення
Протягом періоду після укладення шлюбу в Аяччо 2 та 7 червня 1764 року працював секретарем і особистим помічником Паскаля Паолі. У нього був син Наполеон, який помер у дитинстві в 1765 році, як і його дочка. Паолі відправив його до Риму для переговорів з Папою Климентом XIII в 1766 році. Він, мабуть, насолоджувався часом у Римі, поки не був змушений з невідомих причин повернутися до Корсики в 1768 році — хоча він, можливо, мав справу з одруженою жінкою під час свого перебування, що призвело до його від'їзду. Під час його повернення, Генуезька республіка запропонувала Корсику Людовіку XV як платіж за борг. Французи прагнули отримати стратегічно розташований острів для захисту своїх берегів, а Генуя прагнула відмовитися від контролю, враховуючи свою нездатність протистояти зростаючим рухам за незалежність. Буонапарте був відзначений пристрасною промовою проти французького «вторгнення». Потім пішли політичні потрясіння, коли Франція стала володіти Корсикою, і багато прихильників Паолі були змушені втекти в гори. Були включені Буонапарте і його сім'я, у якої як раз народився Джузеппе, перша дитина, яка вижила в дитинстві. Зрештою сім'я повернулася в місто, де дружина Буонапарте народила третього сина, Наполеона.
Незабаром після придбання острова Францією Карло Буонапарте прийняв нову посаду. Він був призначений асесором королівської юрисдикції Аяччо і сусідніх районів 20 вересня 1769 року. Незабаром після цього він став доктором права в Пізанському університеті 27 листопада 1769 року.

## Сходження до слави
У квітні 1770 року Французька адміністрація створила Корсиканський орден дворянства. Він став адвокатом Вищої ради Корсики 11 грудня 1769 року і заступником прокуратора короля Франції в Аяччо в жовтні 1770 року. Карло вже мав титул (Nobile Patrizio di Toscana) з 1769 року за дозволом Архієпархії Пізи через його родовід, і його дворянство було підтверджено 13 вересня 1771 року. Потім у лютому 1771 року він став асесором Королівської юрисдикції Аяччо і заступником Дворянства в Генеральних Штатах Корсики 13 вересня 1771 року і, нарешті, був призначений представником Корсики при дворі Людовика XVI у Версалі в 1778 році.
Незважаючи на те, що Буонапарте був удостоєний багатьох титулів, його незадоволеність призвела до того, що він став займатися ризикованим бізнесом. Він пред'явив багато претензій на землю і гроші, але його успіх був обмежений, і він швидко спалив свої фінанси. Його очевидна любов до азартних ігор посилила його фінансові труднощі. Бонапарт відзначив своє становище у своїй бухгалтерській книзі: «У Парижі я отримав 4000 франків від короля і 1000 крон від уряду, але повернувся без пенні».
До 1782 року Буонапарте почав слабшати і страждав від постійного болю. Він відправився в Монпельє, щоб отримати належну медичну допомогу. Нічого не можна було зробити, щоб придушити наслідки того, що вважалося
раком шлунка, тієї самої хвороби, яка можливо призвела до смерті його знаменитого сина Наполеона. Карло Буонапарте помер 24 лютого 1785 року і, через його легковажні витрати, залишив свою дружину і вісім дітей без гроша. Молодший син Карло Буонапарте народився всього за три місяці до його смерті.

## Сім'я і діти

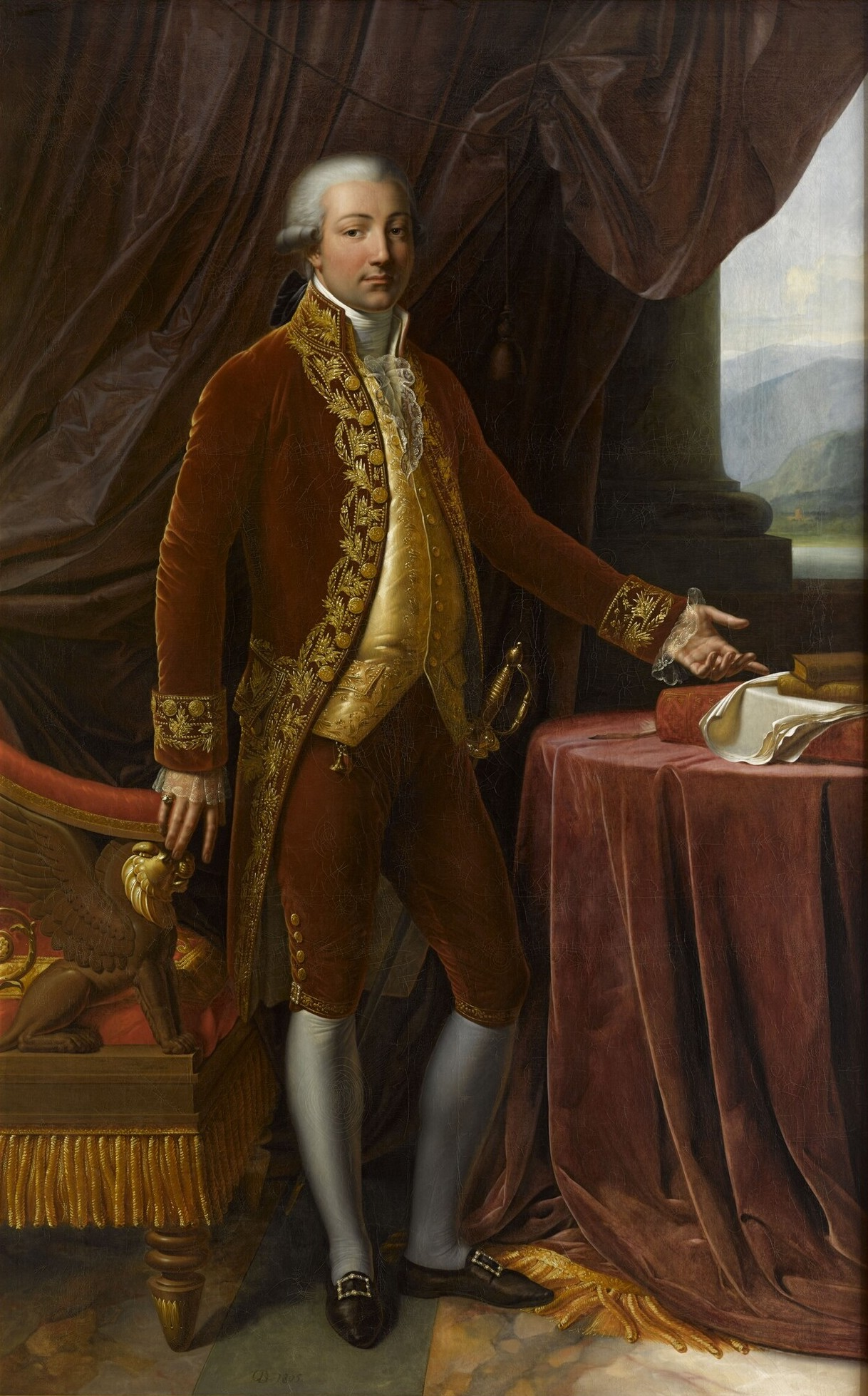
Карло Буонапарте, Жироде (1805)

1. Наполеоне Бонапарте (нар. і пом. 17 серпня 1765)
2. Марія Анна Бонапарт (3 січня 1767 — 1 січня 1768)
3. Жозеф Бонапарт (7 січня 1768 — 28 липня 1844)
4. Наполеон Бонапарт (15 серпня 1769 — 5 травня 1821)
5. Марія Анна Бонапарт (1770—1770)
6. Марія Анна Бонапарт (14 липня 1771 — 23 листопада 1771)
7. Мертвонароджений син (1773)
8. Люсьєн Бонапарт (21 травня 1775 — 29 червня 1840)
9. Еліза Бонапарт (13 січня 1777 — 7 серпня 1820)
10. Луї Бонапарт (2 вересня 1778 — 25 липня 1844)
11. Поліна Бонапарт (20 жовтня 1780 — 9 червня 1825)
12. Кароліна Бонапарт (24 березня 1782 — 18 травня 1839)
13. Жером Бонапарт (15 листопада 1784 — 24 червня 1860)